# Cinacalcet
Cinacalcet, es vendido bajo la marca Sensipar entre otros. Es un medicamento que se usa para tratar el hiperparatiroidismo secundario, el carcinoma de paratiroides y el hiperparatiroidismo primario . En el hiperparatiroidismo secundario, se utiliza en aquellos que requieren diálisis ; mientras que en el carcinoma de paratiroides, se usa para tratar el calcio alto en la sangre . Se toma por vía oral con alimentos.
Entre los efectos secundarios más frecuentes se incluyen náuseas y vómitos. Otros efectos secundarios pueden ser hemorragia digestiva alta, hipocalcemia, hipotensión arterial y enfermedad ósea adinámica. No debe utilizarse en personas con hipocalcemia. No está clara su seguridad durante el embarazo. Es un calcimimético, lo que significa que imita la acción del calcio en el organismo
Cinacalcet fue aprobado en los Estados Unidos y Europa en 2004. Está disponible como medicamento genérico . En los Estados Unidos, 30 pastillas de 30 mg cuestan alrededor de 17 USD a partir de 2022. Esta cantidad en el Reino Unido le cuesta al NHS alrededor de 114 libras.